# Mineri
Mineri ist ein Dorf im Kreis Tulcea in Rumänien. Das Dorf Mineri gehört zur Gemeinde Somova in der historischen Region Dobrudscha.

## Lage
Mineri befindet sich im Norden des Kreises Tulcea, an der Nationalstraße DN22, sechs Kilometer von der Stadt Tulcea entfernt, in der Nähe des Somova-Sees.

## Nachbarorte
| Somova    | Donau                                       | Tulcea-Arm |
| Niculițel | Kompassrose, die auf Nachbargemeinden zeigt | Tulcea     |
| Frecăței  | Cataloi                                     | Malcoci    |

## Geschichte
Der Ort hieß bis 1878 Câșle und wurde ursprünglich von Tataren gegründet. Um das Jahr 1800 ließen sich Rumänen aus Bessarabien im Ort nieder. Mineri ist ein multiethnisches Dorf, in dem Tataren, Türken, Rumänen und Bulgaren leben. Vor 1940 lebten auch Deutsche hier. Sie nannten das Dorf Krischla.
Den Namen Mineri hat das Dorf den Barytvorkommen, die hier entdeckt wurden, zu verdanken. 
Der größte Arbeitgeber im Ort ist das Combinat ALUM. Die Umweltverschmutzung ist durch das freigesetzte Aluminiumoxid, das als roter Staub das Dorf bedeckt, alarmierend. 
Selbst das Trinkwasser der Brunnen ist ungenießbar.

## Persönlichkeiten
- Constantin I. Brătescu (1882–1945), rumänischer Geograph[7]